# Oligia vulgivaga
Oligia vulgivaga là một loài bướm đêm trong họ Noctuidae.